# あんびん
あんびんは、山梨県峡南地域の郷土料理。
主にサツマイモやトウモロコシなどの雑穀の粉を練った生地に餡を包んで平らな形で蒸した料理である。

## 概要
山梨県峡南地域の六郷町（現・市川三郷町）や身延町に伝わる郷土料理である。
この地域は山間部なので米作りに不向きでサツマイモ、トウモロコシ、コムギなどの栽培が行われていたため粉もの文化が発達した。かつては仕事の合間に食されていた。
冷めたあんびんは歯ごたえがあり、腹持ちも良い。
食生活の変化によって、各家庭で作ることも、食べることも減っていたが、1996年に六郷町立落居小学校廃校の話が出たことをきっかけに、地元民で「六郷町特産品加工組合」が設立され、「伝統食をPRしての町おこし」を目的に地元農産物や加工品の販売と合わせて「あんびん」を復活させた。
「やまなしの食」のおよび、「特選やまなしの食」に認定されている。

## 名称
「あん」を入れ、「びんた」をするように強く手で叩いてつくることから「あんびん」という名前がついたとされる。
また、「びん」は「餅（べい）」が訛ったものとも言われている。

## 作り方
1. 賽の目切りにしたサツマイモを水に浸したものに、サツマイモ粉、トウモロコシ粉、小麦粉、食塩を混ぜたものに熱湯をまぜて練り、生地を作る[1][3]。
2. 生地を丸めてつぶあんを入れ、手で強く叩いて平たい形にする[1][3]。
3. 蒸し器で蒸し上げる[1]。

サツマイモの粉で生地を作ったあんびんは黒色になるが、トウモロコシの粉で作ると黄色になる。重曹などの膨張剤などは使われない。
かつては、蒸し器ではなく、囲炉裏で焼いて作っており、この際に火が通りやすいように平らに成型していた。